# Richard Pillsbury Gale
Richard Pillsbury Gale (* 30. Oktober 1900 in Minneapolis, Minnesota; † 4. Dezember 1973 ebenda) war ein US-amerikanischer Politiker. Zwischen 1941 und 1945 vertrat er den Bundesstaat Minnesota im US-Repräsentantenhaus.

## Werdegang
Richard Gale besuchte zunächst die öffentlichen Schulen in seiner Heimatstadt Minneapolis. Danach war er an der Blake School in Hopkins und der Minnesota Farm School. Anschließend setzte er seine Ausbildung mit Studiengängen an der University of Minnesota und der Yale University fort, an der er im Jahr 1922 seine Ausbildung beendete. Danach arbeitete er unter anderem in der Landwirtschaft.
Politisch war Gale Mitglied der Republikanischen Partei. In den Jahren 1939 und 1940 saß er als Abgeordneter im Repräsentantenhaus von Minnesota. Er war außerdem acht Jahre lang Mitglied des Schulausschusses der Stadt Mound sowie Kurator der Blake School. Bei den Kongresswahlen des Jahres 1940 wurde Gale im dritten Wahlbezirk von Minnesota in das US-Repräsentantenhaus in Washington, D.C. gewählt, wo er am 3. Januar 1941 die Nachfolge von John G. Alexander antrat. Nach einer Wiederwahl im Jahr 1942 konnte er bis zum 3. Januar 1945 zwei Legislaturperioden im Kongress absolvieren, die weitgehend von den Ereignissen des Zweiten Weltkrieges bestimmt wurden.
Bei den Wahlen des Jahres 1944 verlor Gale gegen William Gallagher. In den folgenden Jahren verfasste er Zeitungsartikel über das soziale, wirtschaftliche und politische Leben zahlreicher Nationen. Gleichzeitig wurde er wieder in der Landwirtschaft tätig. Er lebte auf seiner Farm in der Nähe von Mound. Richard Gale starb am 4. Dezember 1973 in seiner Geburtsstadt Minneapolis, wo er auch beigesetzt wurde.